# Geo Metro
A Geo Metro kiskategóriás autó, mely a Suzuki Swift észak-amerikai változataként, a Suzuki és a General Motors közös munkája révén jött létre. Az autót 1989 és 2001 között gyártották.  A kocsi 1989 és 1997 között Geo márkanév alatt került piacra, majd a márka megszűnése után 1998-tól 2001-ig Chevrolet Metro néven árulták. A Geo Metro fejlődését, alakulását folyamatosan befolyásolták a Suzuki Swift változásai. A Metrónak összesen négyféle karosszériaváltozata volt: három- és ötajtós ferde hátú, négyajtós szedán és kétajtós kabrió. Gyártásának befejezése után a Daewoo Kalos és annak más elnevezésű változatai vették át a helyét a General Motors kínálatában.
A Swiften alapuló és az Észak-Amerikában Suzuki Forsa, Suzuki Swift, Chevrolet Sprint, Geo Metro és Pontiac Firefly néven árusított modellek 1985 és 1989 között Japánban készültek és onnan szállították őket Amerikába. Az 1990-es év kezdetétől azonban a gyártás áttevődött a CAMI Automotive üzemeibe, mely egy a Suzuki és a General Motors által fele-fele arányban birtokolt autógyár volt Ontarióban, Kanadában. Az első hónapokban csak az összeszerelés folyt Kanadában, de aztán az alkatrészgyártás is beindul a CAMI-nál, igaz, a szedán változatok egyes elemei továbbra is Japánból érkeztek. Az ontariói gyár soha nem érte el azt a darabszámot a Geo Metro gyártása során, melyet a japánok elvártak volna tőle. A legtermelékenyebb évben több mint 100 ezer darab Metro hagyta el a gyártósort, de ez a szám 2000-re 32 ezerre esett vissza, aminek oka a kisautók iránti kereslet csökkenése volt az észak-amerikai piacon. Az érdeklődés visszaesést jól mutatja, hogy amíg 1996-ban 88 700 Geo Metro talált gazdára, addig egy évvel később mindössze 55 600. Az Autoweek egyik 2004-es számában Szuzuki Oszamu, a Suzuki elnöke egy torkára akadt halszálkához hasonlított a CAMI-t az alacsony termelés okozta kellemetlenségek miatt.
2003 végén, a 2004-es modellévben jelent meg a Daewoo Kalos, melyet többek között Chevrolet Aveo, Pontiac Wave és Suzuki Swift+ néven is árultak, hogy leváltsa a Geo Metrót a General Motors kínálatában és egyben a Daewoo Lanost is a Daewoo saját modelljei között.

## Chevrolet Sprint
A General Motors Chevrolet Sprint néven kezdte el árulni Észak-Amerikában a Suzuki Swift első generációját. Kanadában Suzuki Forsa és Pontiac Firefly néven is futott a modell. 1986-ban az Amerikai Egyesült Államokban még csak a nyugati államokban lehetett kapni a Sprintet, majd 1987-ben megkezdődött a széles körű árusítás. A Metro elnevezés már ekkor is jelen volt, a szívómotoros változatok ugyanis Chevrolet Sprint Metro néven kerültek piacra.

## Az első generáció (1989-1995)

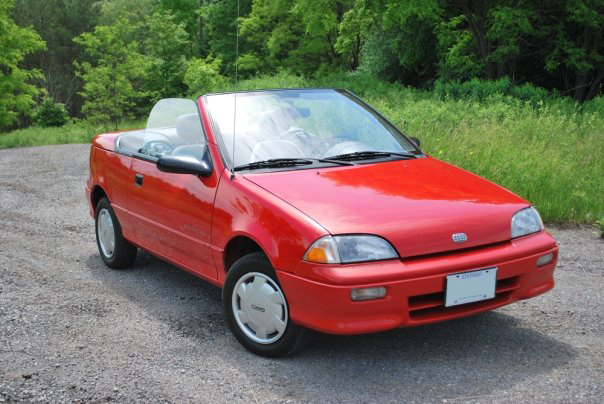
1992-es Geo Metro kabrió

Az első generációs Geo Metrók a Suzuki Swift második generációjának feleltek meg, gyártásuk 1988 végén kezdődött meg Hamamacuban, Japánban. A kocsi 1989-ben debütált az Egyesült Államokban, a Chevrolet Sprintet leváltva, de Suzuki Swift néven is kerültek forgalomba autók. Kanadában a kocsi továbbra is Chevrolet Sprint és Pontiac Firefly néven futott tovább a kocsi, de a Suzuki Forsa név helyett ott is bevezették a Suzuki Swift elnevezést. 1995-ben modellfrissítés következett be, mely során a Metro/Sprint/Swift elnevezésű autók egy teljesen új, csak az észak-amerikai piacon fellelhető karosszériát kaptak, míg a Pontiac Firefly gyártása teljesen leállt.

## A második generáció (1995-2001)
A Geo Metro második generációja 1995-ben jelent meg, háromajtós ferde hátú és négyajtós szedán karosszériával. A kocsi továbbra is a Suzuki M jelű alvázára épült és Suzuki hajtáslánc került bele, de a General Motors új karosszériát tervezett neki, mely leginkább a valamivel nagyobb Chevrolet Cavalier-re emlékeztetett. Ezek a modellek csak az észak-amerikai piacokon voltak kaphatóak és csak a CAMI Automotive-nál gyártották őket.
A kocsi kétfajta motorral volt kapható, egy modernizált 1,3 literes, négyhengeres, többpontos üzemanyag-befecskendezésű, hidrotőkéssel (hidraulikus), valamint egy 1,0 literes, háromhengeres, központi üzemanyag-befecskendezésűvel. Utóbbi volt az utolsó központi befecskendezéses motor, melyet egy az Egyesült Államokban piacra készülő autóba szereltek. Az 1,3 literes, 70 lóerős (52 kW) motor teljesen megegyezett azzal, amit eleinte a Suzuki Swift második generációjába is szereltek (a GT változatokat kivéve). 1997-ben megjelentek az LSi nevű változatok, melyekbe az 1,3 literes motor tizenhat-szelepes változata került a korábbi nyolcszelepes helyett, ez 79 lóerő (59 kW) volt képes. A ferde hátú változat az új karosszériadizájnnak köszönhetően némileg praktikusabb lett az elődjénél, mivel csomagtartója rakodómagassága csaknem 8 cm-rel alacsonyabb lett. Emellett biztonságosabbá is vált, mivel nem deformálódó utastérrel készült, első és hátsó gyűrődési zónával és dupla légzsák is került bele. Továbbá acél ajtómerevítések mellett öt darab keresztmerevítőt is szereltek az autóba, hogy az utasok oldalirányú ütközések esetén is védve legyenek, valamint felár ABS-sel is rendelhető volt a második generációs Metro. A kocsiba nappali menetfény is került, ezzel a Metro lett a General Motors második olyan modellje, mely az amerikai piacra készült és nappali menetfénnyel szerelték (az első az 1995-ös Chevrolet Corsica volt). A biztonsági megerősítéseknek köszönhetően a szedán és a ferde hátú változat karosszériája 20, illetve 5%-kal lett merevebb az előző generációhoz képest. Bemutatásakor a Geo Metro volt a legkisebb autó a világon, mely megfelelt az Amerikai Egyesült Államokban hatályos, oldalirányú ütközésekre vonatkozó 1997-es előírásoknak.
1997 végére a Geo márka megszűnt, modelljeit, így a Metrót is Chevrolet márkanév alatt árulták tovább. Az amerikai Energiahatékony Gazdaság Tanácsa (ACEEE) 1998-ban és 1999-ben a Chevrolet Metrót és a Suzuki Swiftet választotta az Egyesült Államok két legzöldebb benzinmotoros autójának azok károsanyag-kibocsátását, fogyasztását és néhány egyéb statisztikáját figyelembe véve. A kisautók iránti érdeklődés és ezzel együtt az eladások számának visszaesése miatt a CAMI Automotive-nál a General Motors 2000. április 26-án beszüntette a Metro gyártását. Az utolsó elkészült darab egy piros szedán volt. 2001-ben már csak a négyajtós, LSi felszereltségű szedán volt kapható és az is csak a flottavásárlók számára. 2002-re a Metro teljesen kikerült a Chevrolet kínálatából.

### Elektromos változatok
A Solectria, egy massachusettsi vállalat első és második generációs Geo Metrókból is készített elektromos változatokat. Körülbelül 500 darab 1996-os és 1997-es elektromos Metro készült el. A motor nélküli autókat a General Motors biztosította a cég számára. Az elkészült modellek a Solectria Force és a Solectria EV nevet kapták, a kocsikba háromfázisú aszinkron motorok, valamint regeneratív fékek kerültek, 13 darab ólomsavas akkumulátor mellett.

### Biztonság
A Geo Metro második generációja a következő eredményeket érte el az USA hivatalos közlekedésbiztonsági szervezetének (NHTSA - National Highway Traffic Safety Administration) tesztjein:
- A vezető védelme frontális ütközés esetén:
- Utasvédelem frontális ütközés esetén:

A csillagok száma a súlyos sérülés kialakulásának valószínűségére vonatkozik. A Geo Metro esetében a négy csillag 10-20%-os valószínűséget jelent egy súlyos sérülésre, frontális ütközés esetén.
Az 1996-os Geo Metro teszteredményei

## Megnövekedett kereslet
2008-ban a növekvő üzemanyagárak miatt a Geo Metro népszerűsége komoly emelkedésnek indult a használt autó piacon, kedvező fogyasztásának köszönhetően.
A Car and Driver című autósújság 2009 júliusában egy 1998-as, 1,0 literes motorral szerelt háromajtós Chevrolet Metrót üzemanyagtakarékossági teszteknek vetett alá két hibridautó, a Honda Insight és a Toyota Prius mellett. Az újságírók tréfálkoztak a Metro korán és gyenge felszereltségén, ami miatt rögtön hét pontot le is vontak tőle a másik két kocsihoz képest. Ennek ellenére a Metro 5,6 literes fogyasztást produkált, ugyanannyit, mint a hibrid Prius. A pontösszesítésnél a Metro végül csak a harmadik helyen végzett, de nem vallott szégyent.